# 災後五日 (迷你劇)
《災後五日》（英語：Five Days at Memorial）是一部改編自雪莉·芬克2013年同名書籍的美國災難醫療電視迷你劇。本劇由约翰·里德利和卡尔顿·库斯共同開發、編劇和導演，並於2022年8月12日在Apple TV+上首播。

## 概要
本劇主要描述颶風卡特里娜登陸新奥尔良後，本地的紀念醫院所面臨的困難。

## 演員與角色

### 主要角色
- 韋娜·法米加 飾演 安娜·蒲醫生（英语：Memorial Medical Center and Hurricane Katrina）
- 切利·琼斯 飾演 蘇珊·穆德里克（Susan Mulderick）
- 小科尼利厄斯·史密斯（英语：Cornelius Smith Jr.） 飾演 布萊恩·金醫生（Dr. Bryant King）
- 羅伯特·派恩（英语：Robert Pine） 飾演 霍勒斯·巴爾茨醫生（Dr. Horace Baltz）
- 阿德佩羅·奧杜耶（英语：Adepero Oduye） 飾演 凱倫·永利（Karen Wynn）
- 茱莉·安·艾瑪莉 飾演 黛安·羅比修（Diane Robichaux）
- 邁克爾·加斯頓（英语：Michael Gaston） 飾演 亞瑟·“布奇”·謝弗（Arthur "Butch" Schafer）
- 莫莉·海格（Molly Hager） 飾演 維珍尼亞·萊德（Virginia Rider）

### 常設角色
| - W·厄爾·布朗 飾演 尤因·庫克（Ewing Cook） - 斯蒂芬·博加特（Stephen Bogaert） 飾演 雷内·古（René Goux） - 達林·貝克（Darrin Baker） 飾演 馬丁·比斯利醫生（Dr. Martin Bisley） - 泰德·阿瑟頓 飾演 理查德·戴希曼（Richard Deichmann） - 塔米·伊斯貝爾（Tammy Isbell） 飾演 吉娜·伊斯貝爾（Gina Isbell） - 凱蒂·博蘭 飾演 克里斯蒂·約翰遜（Kristy Johnson） - 黛博拉·海（Deborah Hay） 飾演 特蕾絲·門德斯（Therese Mendez） - 莎拉·艾倫 飾演 洛瑞·布多（Lori Budo） - 莎倫·馬修斯 飾演 雪莉·蘭德里（Cheri Landry） - 傑西卡·格列柯 飾演 桑德拉·科德瑞（Sandra Cordray） - 喬爾·凱勒（Joel Keller） 飾演 埃里克·揚科維奇（Eric Yancovich） - 喬納森·凱克 飾演 文斯·普（Vince Pou） - 傑佛瑞·諾丁 飾演 小理查德·T·西蒙斯（Richard T. Simmons, Jr.） - 達蒙·斯坦迪弗（Damon Standifer） 飾演 埃米特·埃弗雷特（Emmett Everett） - 拉內特·威爾（Lanette Ware） 飾演 嘉莉·埃弗里特（Carrie Everett） - J·D·埃弗莫爾 飾演 馬克·勒布朗（Mark LeBlanc） | - 莫妮卡·懷奇（Monica Wyche） 飾演 桑德拉·勒布朗（Sandra LeBlanc） - 唐·格林哈爾（Dawn Greenhalgh） 飾演 埃爾維拉·“薇拉”·勒布朗（Elvira 'Vera' LeBlanc） - 喬伊·坦納 飾演 吉爾（Jill） - 雷文·道達（Raven Dauda） 飾演 安吉拉·麥克馬納斯（Angela McManus） - 貝絲·馬龍 飾演 琳達·謝弗（Linda Schafer） - 喬·卡羅爾（Joe Carroll） 飾演 邁克爾·阿爾文（Michael Arvin） - 保利諾·努內斯（Paulino Nunes） 飾演 史蒂文·瓊斯（Steven Jones） - 亞歷山德拉·卡斯蒂略 飾演 瑪西婭·泰勒茲（Marcia Tellez） - 耶利米·奧（Jeremiah Oh） 飾演 肯·中丸（Ken Nakamaru） - 瑞恩·艾倫（Ryan Allen） 飾演 德魯·查爾斯（Drew Charles） - 特雷·史密斯（Tre Smith） 飾演 特洛伊（Troye） - 傑西卡·B·希爾（Jessica B. Hill） 飾演 凱瑟琳·福尼耶（Kathleen Fournier） - 馬安妮·迪奧尼西奧 飾演 簡·迪馬皮（Jane DiMaapi） - 馬盧布·烏興都-京加拉（Malube Uhindu-Gingala） 飾演 塔里卡·希爾（Tarika Hill） - 諾拉·奧古斯特森（Nola Augustson） 飾演 米妮·庫克（Minnie Cook） - 洛娜·威爾遜（Lorna Wilson） 飾演 穆德里克夫人（Mrs. Mulderick） |

### 客串角色
- 約翰·迪爾（英语：John Diehl） 飾演 弗蘭克·米亞德（Frank Minyard）
- 湯姆·歐文（英语：Tom Irwin (actor)） 飾演 沃克·肖（Walker Shaw）
- 歐文·羅斯（Ervin Ross） 飾演 羅德尼·斯科特（Rodney Scott）
- 娜塔莎·蒙巴（Natasha Mumba） 飾演 蒂安娜·科爾本（Tiana Colburn）
- 菲利普·克雷格（Philip Craig） 飾演 司法部長小查爾斯·福蒂（Attorney General Charles Foti, Jr.）
- 伊恩·卡斯特拉諾斯（Ean Castellanos） 飾演 邁克爾·莫拉萊斯（Michael Morales）

## 集數
| 集數 | 標題                                                       | 導演          | 編劇        | 上線日期      |
| ---- | ---------------------------------------------------------- | ------------- | ----------- | ------------- |
| 1    | 第一日 Day One                                             | 约翰·里德利   | 約翰·里德利 | 2022年8月12日 |
| 2    | 第二日 Day Two                                             | 卡尔顿·库斯   | 約翰·里德利 | 2022年8月12日 |
| 3    | 第三日 Day Three                                           | 卡爾頓·庫斯   | 約翰·里德利 | 2022年8月12日 |
| 4    | 第四日 Day Four                                            | 約翰·里德利   | 約翰·里德利 | 2022年8月19日 |
| 5    | 第五日 Day Five                                            | 約翰·里德利   | 約翰·里德利 | 2022年8月26日 |
| 6    | 45人死亡 45 Dead                                           | 溫迪·斯坦茲勒 | 卡爾頓·庫斯 | 2022年9月2日  |
| 7    | 沒人知道我見過哪種麻煩 Nobody Knows The Troubles I've Seen | 溫迪·斯坦茲勒 | 卡爾頓·庫斯 | 2022年9月9日  |
| 8    | 清算 The Reckoning                                         | 溫迪·斯坦茲勒 | 卡爾頓·庫斯 | 2022年9月16日 |

## 製作

### 開發
2013年，在《災後五日：風暴肆虐醫院的生與死》出版後不久，斯科特·魯丁取得將這本書拍成電影的製片權，他在自己的斯科特·魯丁製片公司名下與伊萊·布什一起製作該電影。
2017年，據報導電影製片權已經失效，這促使萊恩·墨菲與斯科特·魯丁接洽，希望將《災後五日》改編為電視節目，作為FX真實犯罪劇集《美國犯罪故事》的第三季，而莎拉·保罗森將飾演安娜·蒲醫生（英語：Dr. Anna Pou）。然而，該改編並沒有取得成果，使魯丁於2019年開始在其他地方推銷該項目。
作為與ABC標誌整體交易的一部分，卡尔顿·库斯獲得了電視製片權，然後聯繫约翰·里德利進行合作。2020年9月，蘋果公司訂購由Apple TV+製作的限量劇集《災後五日》。庫斯和里德利共同擔任劇集的編劇、導演、執行製片人和聯合節目統籌。

### 選角
韋娜·法米加於2021年3月答應出演。阿德佩羅·奧杜耶、小科尼利厄斯·史密斯和茱莉·安·艾瑪莉於2021年4月加入演員陣容，切利·琼斯和莫莉·海格（英語：Molly Hager）於2021年5月加入，邁克爾·加斯頓於2021年6月加入，而喬·卡羅爾（英語：Joe Carroll）則於2021年8月加入。

### 拍攝
劇集的拍攝於2021年5月25日至11月10日在多伦多和新奥尔良進行。

## 發行
劇集的前三集於2022年8月12日在Apple TV+上首播，接下來的每周星期五都會發佈新的一集。

## 迴響
劇集收到多數影評人的好評。根据評論匯總网站爛番茄汇总的29篇评论文章，90%的评论家给予该作正面评价，使之獲得「認證新鮮」標識，平均打分为7.70分（满分10分）。该网站总结的评论家共识是“y”」《災後五日》在Metacritic網站上得到「正面評論為主」，獲得了74/100分（19位影評人）。

## 外部連結
- 官方网站
- 互联网电影数据库（IMDb）上《災後五日》的资料（英文）
- 爛番茄上《災後五日》的資料（英文）
- Metacritic上《《災後五日》》的資料